# Hintonella
Hintonella là một chi thực vật có hoa trong họ, Orchidaceae.

## Các loài
1. Hintonella mexicana Ames (1938)